# مقاطعة غاستون (كارولاينا الشمالية)
مقاطعة غاستون (بالإنجليزية: Gaston County)‏ هي إحدى مقاطعات ولاية كارولاينا الشمالية في الولايات المتحدة الأمريكية. مركز المقاطعة أو مقعدها هي مدينة غاستونيا. تأسست هذه المقاطعة سنة 1846.أصل هذه المقاطعة يأتي من: مقاطعة لينكن.